# آهوی ایرانی
آهوی ایرانی (به انگلیسی: Persian gazelle) یا آهوی گواتردار ایرانی (به انگلیسی: Goitered gazelle) (نام علمی: Gazella subgutturosa)، نوعی آهوی بومی آسیای میانه و جنوب غربی آسیاست. گونه‌ای است از تیرهٔ گاوان و راستهٔ جفت‌سم‌سانان با بدن قهوه‌ای روشن که به سمت شکم تیره‌تر می‌شود و نواحی زیرین بدن آن سفید و دم آن سیاه است.
این حیوان در صحرای گبی، بلوچستان پاکستان، جنوب شرق ترکیه، شمال آذربایجان و بخش‌هایی از ایران، عراق و افغانستان زندگی می‌کند. بزرگ‌ترین زیستگاه آهوی ایرانی در پناهگاه حیات وحش موته (استان اصفهان شهرستان میمه) می‌باشد. زیر گردن جنس نر این حیوان در فصل باد کرده و برآمدگی مشخصی پیدا می‌کند و به همین دلیل به آهوی گواتردار نیز معروف شده است. غزال ایرانی مثل دیگر آهوها سرعت بالایی دارد اما برخلاف غزال‌های دیگر می‌تواند بدون جهش بدود. به‌طور تاریخی مهم‌ترین دشمن طبیعی این جانور یوزپلنگ بوده است که اکنون فقط در بخش‌هایی از ایران باقی‌مانده است.
آهوی ایرانی در کنار جبیر یکی از دو گونه آهو (یا غزال) است که در ایران زندگی می‌کند (آهوی کوهی تنها در جزیره فارور حضور دارد). تفاوت اصلی آهو با جبیر این است که جنس ماده آهو شاخ ندارد اما در جبیر هر دو جنس شاخ دارند. همچنین جبیر کمی کوچک‌تر و لاغرتر است و زیستگاه‌های خشک‌تر و بیابانی‌تر را انتخاب می‌کند.
چهار زیرگونه از آهوی ایرانی بر اساس داده‌های ریخت‌شناسی معرفی شده است:
- آهوی گواتردار ایرانی (نام علمی: Gazella subgutturosa subgutturosa) بومی ترکیه، آذربایجان، سوریه، شمال و شرق عراق، ایران، جنوب افغانستان و غرب پاکستان
- آهوی گواتردار ترکمنی (نام علمی: Gazella subgutturosa gracilicornis) ترکمنستان، تاجیکستان و شرق قزاقستان تا دریاچه بالخاش
- آهوی گواتردار یارکندی (نام علمی: Gazella subgutturosa yarkandensis) شمال و شمال غربی چین، مغولستان و شمال شرق ایران (مرز مشخصی تعیین نشده)
- آهوی شنی (نام علمی: Gazella subgutturosa marica) عربستان سعودی، جنوب بلوچستان جنوب سوریه، جنوب غربی عراق، امارات، عمان و جزایر خلیج فارس - اکنون یک گونه مستقل به‌شمار می‌رود.

اما در سال ۲۰۲۰ مطالعه ژنتیکی نشان داد که تنها دو زیرگونه ایرانی و یارقند بر اساس داده‌های سیتوکروم بی و دیلوپ قابل شناسایی است.
.
- Goitered gazelle. (2014, December 6). In Wikipedia, The Free Encyclopedia. Retrieved 05:22, January 18, 2015, from http://en.wikipedia.org/w/index.php?title=Goitered_gazelle&oldid=636831144